# 飯田友子
飯田友子（日语：／ Iida Yūko，1992年9月9日—）是日本女性聲優，I'm Enterprise所屬，神奈川縣出身。血型為A型。

## 人物
對於為少年漫畫主角配音的女性聲優有所憧憬，為此朝聲優之路邁進。
日本播音演技研究所出身。2010年4月加入I'm Enterprise。
和福原綾香、東山奈央是日本播音演技研究所的同期同學。

## 演出作品
※粗體字表示說明飾演的主要角色。

### 電視動畫
2012年
- 女王之刃 叛亂（女子）
- 只要妳說妳愛我
- Battle Spirits 霸王

2013年
- Aiura（岩澤彩生）
- 黃金拼圖（女高中生）
- 琴浦小姐（友人B）
- 噬血狂襲（秘書）
- 超次元戰記 戰機少女（村人C、小孩）
- 初音島III
- 科學超電磁砲S（女子）
- 來自風平浪靜的明天（政木千春）
- 惡魔高校D×D NEW（魔術師）
- 變態王子與不笑貓（女學生B）
- 白色相簿2（女學生B）
- 我的朋友很少NEXT（法國電影女、瑠衣）
- Little Busters!（女學生B）
- Little Busters!～Refrain～（小孩B）

2014年
- 惡魔的謎語（晴的弟弟〈涉〉）
- 魔女的使命（目野輪冥）
- M3〜其為黑鋼〜（女學生B、男孩子、參列者B）
- 狼少女和黑王子（女學生、小孩）
- 靈裝戰士（黑曜伊砂〈年幼時期〉）
- 蠟筆小新（園兒A、研究生B）
- 如果折斷她的旗（姊、颯太〈少年時代〉、暗殺者〈車掌〉）
- 健全機鬥士（文部科學省大臣）
- 青春紀行（竹內、林）
- JOJO的奇妙冒險 星塵鬥士（小孩A）
- 噬血狂襲（優絲緹娜·片矢）
- selector infected WIXOSS（女學生、少女）
- selector spread WIXOSS（女學生、過去的文緒）
- 魔法科高中的劣等生（和泉理佳、女學生）

2015年
- 四月是你的謊言（觀眾、女學生）
- 食戟之靈（女學生A）
- 青春×機關槍（女性）
- 魔物娘的同居日常（（戴）棒球帽（的男孩））
- 偶像大師 灰姑娘女孩 2nd SEASON（速水奏）
- 落第騎士英雄譚（手下）
- 彗星·路西法（主播、預報士）
- 新我們這一家（清水染）

2016年
- 新哆拉A夢（丹、女學生、男子B）
- 新我們這一家（妄想女友）
- 疾走王子Alternative（小孩）
- 百無禁忌！女高中生私房話（超自然子）
- 魔奇少年 辛巴達的冒險（女官A）
- Regalia 三聖星（主播）
- 食戟之靈 貳之皿（學生B、觀眾C）
- 發條精靈戰記 天鏡的極北之星
- 一人之下 the outcast（張楚嵐〈幼少期〉）
- 競女!!!!!!!!（橋本美步、橫杉紗）
- JoJo的奇妙冒險 不滅鑽石（女性）

2017年
- Classicaloid（女學生）
- 幼女戰記（少年）
- 新選組鎮魂歌 二分之一（京女）
- SUPER LOVERS 2（幼年亞樹）
- sin 七大罪（母親）
- 人馬小姐不迷茫（保鑣2）
- Princess Principal（加賽爾）
- Gamers 電玩咖！（女性客）
- 無論何時我們的戀情都是10厘米。（學生）

2018年
- IDOLiSH7（超商店員）
- 齊木楠雄的災難 第2期（健）
- 重神機潘多拉（小孩、研究員、雷昂〈少年〉）
- 極道超女
- 惡魔高校D×D HERO（小孩）
- 昴宿七星（魔法使、幼年陽翔）
- 暮光幻影（節目主持人）
- 高分少女（女學生A）
- 終將成為妳（女學生）
- 我讓最想被擁抱的男人給威脅了。（訪問者）
- 黃金神威 第2期（小孩）
- 叛逆性百萬亞瑟王（女學生）

2019年
- 不愉快的妖怪庵 續（蘆屋姐）
- 飛翔吧！戰機少女（廣播）
- Endro～！（村人）
- 關於我轉生變成史萊姆這檔事（女性工作人員）
- 女高中生的虛度日常（小學生）
- 炎炎消防隊（小孩、少年）
- 街角魔族（小孩們）
- 籃球少年王（夏木健二〈幼少時期〉、小學生）
- NULL & PETA（配角、小孩們）
- 美妙射擊部（學生）
- 星合之空（女學生）

2020年
- 格萊普尼爾（女學生）
- 機獸戰記 狂野爆發 ZERO（男孩子）
- A3！ SEASON SPRING & SUMMER（行人）
- 新櫻花大戰 the Animation（小孩C）
- 球詠（中田奈緒）
- 魔物娘的醫生（希爾夏·提席烏斯）
- 夢夢貓（小番茄B、1年女子(3)）
- 暮蟬悲鳴時業（同班同學、男子）

2021年
- Re:從零開始的異世界生活角色 2nd season（奧托·思文〈少年期〉）
- WIXOSS DIVA(A)LIVE（游泳社員C）
- BLUE REFLECTION RAY/澪（江間香織）
- 戰鬥員派遣中！（女性B）
- 暮蟬悲鳴時卒（男子）
- 精靈幻想記（珂賽多）

2022年
- 夢夢貓 Mix！（一年級社員①）
- 現實主義勇者的王國重建記（羅）
- Healer Girl 歌癒少女（孩子們）
- 呆萌酷男孩（女高中生）
- 忍之一時（女學生A）
- 不道德公會（女學生）
- VAZZROCK THE ANIMATION（幼少期悠人）

2023年
- 闇影詩章F（男孩子）
- 偶像大師 灰姑娘女孩 U149（速水奏）
- MF GHOST 燃油車鬥魂（栗原京子[4]）
- 堀與宮村 -piece-（女性廣播員）
- AI電子基因（羅比吉亞的小孩）
- 我的新上司是天然呆（護士）

2024年
- MF GHOST 燃油車鬥魂（第2期）（京子[5]）
- 美妙寵物 光之美少女（閃耀企鵝、大熊光子）

2025年
- 九龍大眾浪漫（診所職員）

### OVA
2013年
- 出包王女DARKNESS（經紀人、娜娜的寵物）※漫畫第9卷限定版附屬

2015年
- 魔女的使命（目野輪冥、尼奇、兔子騎士）※漫畫第8卷限定版附屬

2016年
- 亞爾斯蘭戰記「友情之宴」（侍女）

2017年
- SUPER LOVERS OAD2（幼年亞樹）
- 少女與戰車 劇場版（安住）

2019年
- 我們真的學不來！（女性A）※漫畫第14卷附贈BD限定版

### 動畫電影
2014年
- 阿茹茉妮（日语：アルモニ）（同班同學）
- 猛烈宇宙海賊 ABYSS OF HYPERSPACE -超空間的深淵-（Castor）

2015年
- 少女與戰車 劇場版（安住）
- Love Live! 學園偶像電影（女子）

2017年
- 特別版 Free!-Take Your Marks-（女孩、〈穿著〉法被（日语：法被）的姐姐、女性工作人員、貝羅妮卡）

2018年
- 企鵝公路（藤岡君）

2021年
- Princess Principal Crown Handler 第1章（加賽爾）
- Princess Principal Crown Handler 第2章（加賽爾）

2023年
- Princess Principal Crown Handler 第3章（加賽爾）

2024年
- 哆啦A梦：大雄的地球交响乐（学生）

2025年
- Princess Principal Crown Handler 第4章（加賽爾[6]）

### 網路動畫
2014年
- X Maiden（菊葵[7]）

2015年
- 動畫心療系（女B、女、女王）
- 她喜歡漢字的理由。（波多野夏海[8]）

2017年
- 偶像大師 灰姑娘女孩劇場 週二灰姑娘劇場（速水奏）
- 惡作劇魔女與不眠之街（男孩子）

### 遊戲
2012年
- 我們仍未知道那天所看見的花的名字。（店員）
- 戀愛與選舉與巧克力 PORTABLE（千）

2013年
- Aiura 用神經衰弱決勝負！（岩澤彩生[9]）
- 鋼彈破壞者（熱血大姐）
- 櫻花莊的寵物女孩（典禮進行）

2014年
- Ar nosurge ～獻給誕生之星的祈禱詩～（機甲艶姬）

2015年
- 偶像大師 灰姑娘女孩（速水奏）
- 偶像大師 灰姑娘女孩 星光舞台（速水奏）
- 白貓Project（琉特·艾斯佩藍沙[10]、普利斯納[11]）
- 封印勇者！瑪恩島與空之迷宮（針糸神童柯頓）
- 激鬥學園（雛芥子小町、希火断子、鎖邊檻江）
- LORD of VERMILION III（唐吉訶德[12]）

2016年
- 少女與戰車WALK！（安住）
- 少女與戰車 戰車道大作戰！（安住）
- 巴哈姆特之怒（速水奏[13]）
- 妖怪百姬！（超自然子）

2018年
- IDOLiSH7 Twelve Fantasia!
- 少女與戰車 戰車夢幻大會戰（安住[14]）
- 刀使之巫女 刻印閃爍的燈火（辰浪桃）
- LOSTTRIGGER（希爾德[15]）

2019年
- 高校艦隊 指尖艦隊戰鬥！（賀茂杜鵑[16]）

### 廣播劇CD
2013年
- （震電艇身隊七）※Champion RED 2月號合訂附錄CD
- 流浪神差（學生）※第9卷特裝版附DRAMA CD

2014年
- 尋因異聞錄椿 〜狛犬的去向篇〜（寺子屋的小孩）
- 魔女的使命 Blu-ray第2、4、6巻 完全生產限定版特典廣播劇CD（目野輪冥）
- GANGSTA.（女）※漫畫第6卷限定版附屬CD
- CANDY POP NIGHTMARE（女子高生）

2015年
- 我才不會對黑崎君說的話言聽計從（女子）※漫畫第5卷特裝版附屬廣播劇CD
- 櫻花的紅茶王子（家庭科部部員）※漫畫第4卷初回限定版附屬CD
- 感受同人作家（井口[17]）

2016年
- 偶像大師 灰姑娘女孩「Challenges to change」（速水奏）※電視動畫BD、DVD第8卷完全生產限定版特典廣播劇CD
- 「少女與戰車 劇場版」廣播劇CD5 交到新朋友了！（安住）
- 聖火降魔錄if廣播劇CD 暗夜篇（男孩子）
- 浪漫上等（計〈小孩時代〉）

2017年
- 櫻龍〜我在這裡〜（女學生）
- 黑貓男友的溢愛方法（真由）
- 被狗盯上的貓（前輩女[18]）

### 外語配音
- 馬蓋先 第2期 #20（伊桑·傑利可〈埃麗莎·赫尼格〉）

### 廣播節目
- Aiura Radio（NICONICO生放送、音泉：2013年4月2日－6月25日）
- 飯田友子、高野麻美的まるっと360度（2016年－，NICONICO直播）
- 音泉King「下野紘」的廣播節目 你當然是＜音泉＞的家人吧！（2018年－，音泉）[19]
- 音泉新人廣播「五十嵐巧巳、飯田友子的超棒廣播」（2019年，音泉）[20]

### 電視節目
- LaLaBit Station（2017年－2018年、YouTube） - 飾演 偵探 飯田友子[21]
- Asobirion（2018年－2019年、Twitter、YouTube）

### 旁白
- A&G TRIBAL RADIO 愛迪生 廣告旁白（2016年，文化放送）
- （2017年3月12日，關西電視台、富士電視台）
- （2018年1月6日，關西電視台）
- 導航（廣播NIKKEI，2018年3月12日－3月23日）
- 矢立文庫 宣傳視頻（2018年，タヲ的聲音[22]）

### 彈珠機
- CR百花繚亂 SAMURAI GIRLS（2013年）
- CR緋彈的亞莉亞（2014年、加奈〈遠山金一〉）
- 彈珠機 魔女的使命（2016年、目野輪冥[23]、兔子騎士）
- 彈珠機 緋彈的亞莉亞（2016年、加奈〈遠山金一〉[24]）

### 影像商品
- THE IDOLM@STER CINDERELLA GIRLS 3rdLIVE 灰姑娘舞會 -Power of Smile- Blu-ray Day2（2016年）[25]
- Animelo Summer Live 2016 刻-TOKI- 8.26（2017年）[26][27]

### 其他
- AT-X 我們的夏Fes〜Fresh夏Fes隊〜（2012年、2013年，AT-X）
- 平城京歷史館VR劇場影像內容 - 平城京歷史繪卷 - 平城京～安らけし都～（2012年）飾演 男孩子
- 說話角色（2013年，應用程式）飾演 岩澤彩生[28]
- 溫泉女孩（2017年，跨媒體製作）飾演 鳴子夏月[29]

## 音樂CD

### 角色歌
| 發售日   | 商品名稱                                                                                       | 演唱名義 | 歌曲                                 | 備註                                         |
| 2015年   | 2015年                                                                                         | 2015年 | 2015年                               | 2015年                                       |
| -------- | ---------------------------------------------------------------------------------------------- | --- | ------------------------------------ | -------------------------------------------- |
| 2月4日   | THE IDOLM@STER CINDERELLA MASTER 034 速水奏                                                    | 速水奏（飯田友子）                                                                                           | 「Hotel Moonside」                   | 遊戲《偶像大師 灰姑娘女孩》相關歌曲          |
| 2016年   |                                                                                                | |                                      |                                              |
| 5月18日  | THE IDOLM@STER CINDERELLA GIRLS STARLIGHT MASTER 02 Tulip                                      | 速水奏（飯田友子）、鹽見周子（盧婷）、城崎美嘉（佳村遙）、宮本芙蕾德莉卡（高野麻美）、一之瀨志希（藍原琴美） | 「Tulip（M@STER VERSION）」          | 遊戲《偶像大師 灰姑娘女孩 星光舞台》相關歌曲 |
| 6月29日  | THE IDOLM@STER CINDERELLA MASTER Cool Jewelries! 003                                           | 鷺澤文香（M·A·O）、速水奏（飯田友子）、橘愛麗絲（佐藤亞美菜）、鹽見周子（盧婷）、二宮飛鳥（青木志貴）        | 「」 「Near to You」                 | 遊戲《偶像大師 灰姑娘女孩》相關歌曲          |
| 6月29日  | THE IDOLM@STER CINDERELLA MASTER Cool Jewelries! 003                                           | 速水奏（飯田友子）                                                                                           | 「奏（かなで）」                           | 遊戲《偶像大師 灰姑娘女孩》相關歌曲          |
| 9月2日   | THE IDOLM@STER CINDERELLA GIRLS 4thLIVE TriCastle Story Starlight Castle 會場原創CD            | 速水奏（飯田友子）                                                                                           | 「Tulip（M@STER VERSION）」          | 遊戲《偶像大師 灰姑娘女孩 星光舞台》相關歌曲 |
| 2017年   |                                                                                                | |                                      |                                              |
| 2月1日   | Witch Craft Works THE BEST 〜日本語盤〜                                                        | KMM團 | 「〜[k]momimi NON STOP Ver.2.0HD〜」 | 電視動畫《魔女的使命》相關歌曲               |
| 2月1日   | Witch Craft Works THE BEST 〜日本語盤〜                                                        | KMM團 | 「KEMOMIMISM」                       | 彈珠機《魔女的使命》使用曲                   |
| 5月31日  | THE IDOLM@STER CINDERELLA GIRLS STARLIGHT MASTER 11                                            | 佐久間真由（牧野由依）、小早川紗枝（立花理香）、水本紫（藤田茜）、三村加奈子（大坪由佳）、速水奏（飯田友子） | 「Template:Langj」                   | 遊戲《偶像大師 灰姑娘女孩 星光舞台》相關歌曲 |
| 11月8日  | THE IDOLM@STER CINDERELLA GIRLS STARLIGHT MASTER 14                                            | 高垣楓（早見沙織）、川島瑞樹（東山奈央）、松永涼（千菅春香）、速水奏（飯田友子）、新田美波（洲崎綾）         | 「Nocturne」                         | 遊戲《偶像大師 灰姑娘女孩 星光舞台》相關歌曲 |
| 12月6日  | THE IDOLM@STER CINDERELLA GIRLS LITTLE STARS! Ding Dong Dang!                                  | 安娜斯塔西亞（上坂堇）、佐佐木千枝（今井麻夏）、速水奏（飯田友子）、北條加蓮（渕上舞）、新田美波（洲崎綾）   | 「 Ding Dong Dang!」                 | 電視動畫《偶像大師 灰姑娘女孩劇場》片尾曲    |
| 12月13日 | THE IDOLM@STER CINDERELLA GIRLS MASTER SEASONS! WINTER!                                        | 小日向美穗（津田美波）、城崎美嘉（佳村遙）、速水奏（飯田友子）                                               | 「」                                 | 遊戲《偶像大師 灰姑娘女孩》相關歌曲          |
| 2018年   |                                                                                                | |                                      |                                              |
| 6月20日  | THE IDOLM@STER CINDERELLA GIRLS STARLIGHT MASTER 18                                            | 速水奏（飯田友子）                                                                                           | 「if」                               | 遊戲《偶像大師 灰姑娘女孩 星光舞台》相關歌曲 |
| 11月30日 | THE IDOLM@STER CINDERELLA GIRLS 6thLIVE MERRY-GO-ROUNDOME!!! MASTER SEASONS WINTER! SOLO REMIX | 速水奏（飯田友子）                                                                                           | 「」                                 | 遊戲《偶像大師 灰姑娘女孩》相關歌曲          |
| 2019年   |                                                                                                | |                                      |                                              |
| 8月14日  | THE IDOLM@STER CINDERELLA GIRLS STARLIGHT MASTER 31 Pretty Liar                                | 高垣楓（早見沙織）、速水奏（飯田友子）                                                                       | 「Pretty Liar（M@STER VERSION）」    | 遊戲《偶像大師 灰姑娘女孩 星光舞台》相關歌曲 |

### 组合成员
1. ↑  倉石蒲公英（井澤詩織）、飾鈴（麻倉桃）、宇津木環那（夏川椎菜）、目野輪冥（飯田友子）、桂虎徹（日岡夏美）

## 外部連結
- 事務所簡歷（日語）
- （日語）